# 公子元 (蔡国)
公子元（?—?），蔡昭侯的儿子。楚国侵略蔡国，前507年，蔡昭侯到晋国，以公子元和蔡国大夫的儿子为人质，请晋国伐楚。晋国消极处理，蔡国遂请吴国，才有柏举之战。